# Тимбер Коув (Калифорнија)
Тимбер Коув (енгл. Timber Cove) насељено је место без административног статуса у америчкој савезној држави Калифорнија.

## Демографија
По попису из 2010. године број становника је 164.
| Група             | 2000.    | 2010.       |
| Белци             | 0 (0,0%) | 143 (87,2%) |
| Афроамериканци    | 0 (0,0%) | 1 (0,6%)    |
| Азијати           | 0 (0,0%) | 6 (3,7%)    |
| Хиспаноамериканци | 0 (0,0%) | 9 (5,5%)    |
| Укупно            | 0        | 164         |